# Vườn quốc gia W
Vườn quốc gia W (tiếng Pháp: "W" du Niger) là một vườn quốc gia ở Niger, hình thành quanh khu vực quanh co của sông Niger có hình dạng như một chữ "W". Vườn quốc gia thuộc sự quản lý bởi chính phủ của ba nước Niger, Bénin và Burkina Faso. Cho đến năm 2008, việc thực hiện quản lý khu vực đã được hỗ trợ bởi dự án ECOPAS với việc ba vườn quốc gia hoạt động theo tên Công viên xuyên quốc gia W (tiếng Pháp: Parc Regional W).

## Địa lý
Vườn quốc gia W trải trên ba quốc gia với tổng diện tích 10.000 km ². Đây là khu vực ngập nước được hình thành bởi vùng đồng bằng sông Mekrou của Niger. Trong quá khứ, nơi đây đã từng là khu vực sinh sống chính của loài người, thông qua phát hiện các di chỉ khảo cổ, chủ yếu là các ngôi mộ. Ngày nay, phần lớn khu vực không có dân cư sinh sống.

## Thành lập
Vườn quốc gia W của Niger được thành lập theo nghị định vào ngày 4 tháng 8 năm 1954, và từ năm 1996 đã được liệt kê như là một Di sản thế giới của UNESCO. Tại Niger, nó được liệt kê như là một vườn quốc gia IUCN loại II, và là một phần của một khu vực dự trữ được bảo vệ rộng lớn hơn. Chúng bao gồm các khu vực liền kề Dallol Bosso (vùng đất ngập nước có tầm quan trọng quốc tế theo Công ước Ramsar) trên bờ phía đông của sông Niger và một vùng đất ngập nước nhỏ hơn của "Vườn quốc gia W" (vùng đất ngập nước có tầm quan trọng quốc tế theo Công ước Ramsar. Ba vườn quốc gia đều là những vùng chim quan trọng của BirdLife International.

## Tự nhiên
Thực vật chủ yếu là cây bụi. Nơi đây là nhà của một trong số những con voi châu Phi tự nhiên cuối cùng. Một số loài động vật quý hiếm khác như Chó hoang châu Phi , báo săn sa mạc Sahara , hươu cao cổ và khoảng 350 loài chim tự nhiên  khiến nó trở thành một trong những vùng chim quan trọng.

## Văn học
- Convers Arnaud, Chaibou Issa, Binot Aurélie, Dulieu Dominique (2007) La gestion de la transhumance dans la zone d’influence du parc régional du w par le programme ecopas: une « approche projet » pour l’aménagement de la périphérie du parc. Vertigo Hors Série 4. URL: http://vertigo.revues.org/761; DOI: 10.4000/vertigo.761
- Benoit M (1998) Statut et usage du sol en périphérie du parc national du "W" du Niger. Tome 1: Contribution à l’étude du milieu naturel et des ressources végétales du canton de Tamou et du Parc du "W". ORSTOM, Niamey, Niger, 41 p.
- Doussa S (2004) Les impacts de la culture cotonnière sur la gestion des ressources naturelles du Parc W. Maitrise, Université de Ouagadougou.
- Grégoire JM, Fournier A, Eva H & Sawadogo L (2003) Caractérisation de la dynamique des feux et de l’évolution du couvert dans le Parc du W: Burkina Faso, Bénin et Niger. 64 S.  Lưu trữ ngày 15 tháng 5 năm 2006 tại Wayback Machine
- Hogan C.Michael (2009) Painted Hunting Dog: Lycaon pictus, GlobalTwitcher.com, ed. N. Stromberg Lưu trữ ngày 9 tháng 12 năm 2010 tại Wayback Machine
- Koster S & Grettenberger J (1983) A preliminary survey of birds in Park W Niger. Malimbus, 5: 62-72
- Nacoulma, B.M.I. (2012): Dynamique et stratégies de conservation de la végétation et de la phytodiversité du complexe écologique du Parc National du W du Burkina Faso. PhD thesis, Université de Ouagadougou.
- Poche R (1976) A checklist of National Park W, Niger. Africa Mig. Field. 41(3): 113- 115.
- Poche R (1973) Niger's threatened park 'W'. Oryx 12(2): 216-222.
- Rabeil T (2003) Distribution potentielles des grands mammifères dans le Parc du W au Niger. Doctoral Thesis, Univ. Paris VII. 463 S. [liên kết hỏng]
- Price et al. (2003) The "W" Regional Park of Benin, Burkina Faso and Niger - Building on a Process of Regional Integration to Address both Local Interests and Transboundary Challenges. World Parks Congress 2003, Durban, RSA. In: Pansky, Diane (ed.). 2005. Governance Stream of the Vth World Parks Congress. Ottawa, Canada: Parks Canada and IUCN/WCPA. ISBN R62-375/2003E-MRC 0-662-40433-5.  Lưu trữ ngày 6 tháng 7 năm 2011 tại Wayback Machine
- W National Park of Niger. 2009.
- Zwarg A, Schmidt M, Janßen T, Hahn K, Zizka G (2012) Plant diversity, functional traits and soil conditions of grass savannas on lateritic crusts (bowé) in south eastern Burkina Faso. Flora et Vegetatio Sudano-Sambesica 15: 15-24.